# Sand (Quartier)

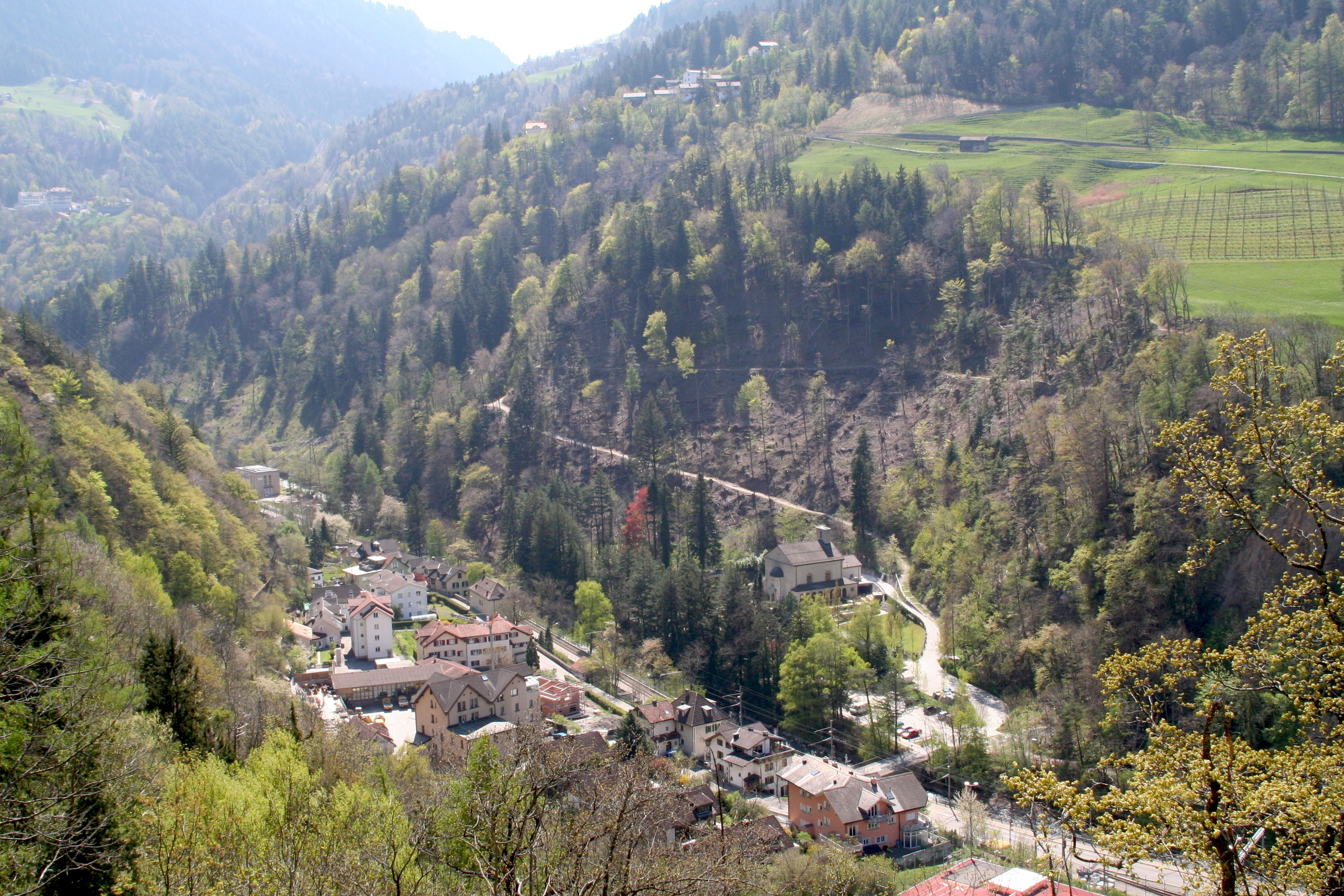
Quartier Sand. Rechts das Krematorium

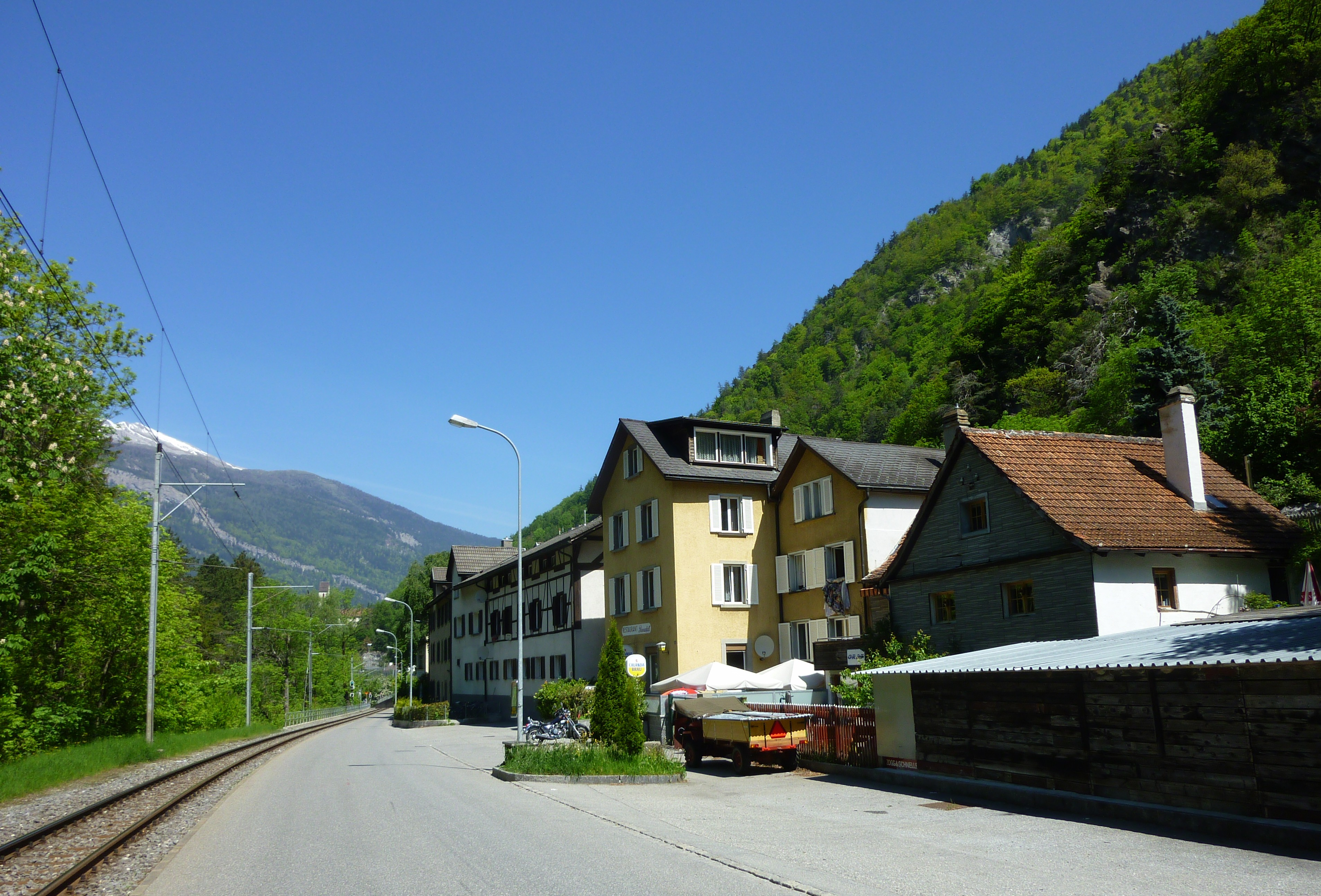
Restaurant «Plessurfall» im Quartier «Sand»; Blick nach Norden

Das Quartier Sand ist ein Ortsteil im Südosten der Stadt Chur im schweizerischen Kanton Graubünden. Es liegt auf einer Höhe von 600 Metern über Meer in einem engen Tal am Eingang zum Schanfigg. Durch das Quartier fliesst die Plessur, dem Fluss entlang fährt die Arosabahn. Die Sandstrasse, die am früheren Bahndepot Sand vorbei durch das Quartier führt, endet bei der ehemaligen Haltestelle Sassal der Rhätischen Bahn. Sie führt als Sassalstrasse weiter und endet in Araschgen als Sackgasse.
Im Quartier Sand steht das Krematorium «Im Totengut». Es wurde 1922 vom Architekten Nikolaus Hartmann erbaut und weist Wandmalereien von Giovanni Giacometti aus dem Jahr 1929 auf.  Das «Freibad Sand» war eines der ersten Beckenbäder in der Schweiz. Es wurde von 1921 bis 1922 nach Plänen von Walther Sulser erbaut. Die Sporthallen «Sand» wurden 1976-79 vom Bündner Architekten Andres Liesch erbaut. Im restaurierten Kleinkraftwerk «Sand» werden Führungen veranstaltet, die die Stromproduktion von einst und heute vergleichen.
Es grenzt an die Quartiere Araschgen-Rosenhügel, Chur City und im Süden an den Ort Meiersboden, der zur Gemeinde Churwalden gehört.